# Ушакова, Лариса Георгиевна
 Лари́са Гео́ргиевна Ушако́ва (4 марта 1960, Грозный, Чечено-Ингушская АССР, РСФСР, СССР — 29 октября 2020, Ростов-на-Дону) — российский живописец, академик РАХ (Южное региональное отделение, 2020), член Союза художников России (1998), академик Международной академии дополнительного образования (2005), кандидат педагогических наук, профессор. Учёный секретарь Южного регионального отделения Российской академии художеств (2008). Заслуженный работник культуры Российской Федерации (2010).

## Биография
Лариса Георгиевна Ушакова родилась 4 марта 1960 года в городе Грозном Чеченской Республики.
В 1982 году окончила художественно-графический факультет Ростовского государственного педагогического института.
В 1991 году окончила аспирантуру по кафедре рисунка Московского педагогического государственного университета (научный руководитель — профессор А. Е. Терентьев).
С 1982 года преподавала на художественно-графическом факультете Ростовского государственного педагогического института. В 1996—2002 годах была заместителем декана по отделению заочного обучения.
С 2000 года работала заведующей кафедрой изобразительного искусства Южного федерального университета. C 2012 года — заведующая кафедрой живописи, графики и скульптуры ЮФУ.
Ушакова Лариса Георгиевна — мастер изобразительного искусства, историк и теоретик художественного образования, она являлась знатоком и продолжателем русской художественной школы. В единый международный рейтинг художников—известных мастеров XVIII—XX веков внесено имя Ларисы Георгиевны Ушаковой. Её произведения были приобретены музеями и частными собраниями Германии, Греции и других стран Европы.
В 2002 году по эскизам Ларисы Ушаковой оформлена экспозиция музея истории и национально-освободительной борьбы (Кипр).
С 2005 года участвовала в Передвижных выставках Российской академии художеств. На «Пятой международной биеннале современного реалистического искусства» в 2006 году Лариса Ушакова представляла живописное искусство донского края.
В 2007 году участвовала в итоговой «Выставке дипломантов и медалистов Российской академии художеств», посвящённой 250-летию Российской академии художеств.
Лариса Ушакова участвовала в региональных, республиканских, международных, зарубежных и академических выставках, региональных и международных пленэрах.
Персональные выставки Л. Г. Ушаковой: 2000 год — город Валдай; 2005, 2006, 2010 — Ростов-на-Дону; 2005 год — Волгоград; 2006 — город Азов; 2010, 2011 — Москва; 2013 год — город Ставрополь. Галерея «С. Паршин».
С ноября 2011 года по октябрь 2012 года ей было создано 30 живописных работ.
Является автором научных работ и статей в области изобразительного искусства. Под руководством Ларисы Георгиевны защищено 3 кандидатские диссертации.
Супруг ─ Сергей Николаевич Олешня — скульптор.

## Награды и звания
- Почётная грамота Министерства образования РФ (2002);
- Диплом Российской академии художеств (2005);
- Медаль «Достойному» Российской академии художеств (2009);
- Медаль «Шувалов» Российской академии художеств (2009);
- Серебряный нагрудный знак Союза художников России «Традиции, духовность, мастерство» (2009);
- Заслуженный работник культуры Российской Федерации (2010),
- Золотая медаль Творческого союза художников России (2010);
- Золотая медаль Российской академии художеств (2011);
- Похвальная грамота Российской академии образования (2011);
- 2-я премия в региональной академической выставке — конкурсе «Художники Дона — за чистую воду» (2012);
- Серебряная медаль Международной академии информатизации «За утверждение гуманитарных начал мирового информационного сообщества» (2013).

## Членство в организациях
- Член-корреспондент Российской академии художеств (Южное региональное отделение, 2012),
- Член Союза художников России (1998),
- Член оргкомитета и жюри и председатель предметной комиссии Южно-Российской межрегиональной олимпиады школьников по комплексу предметов «Архитектура и рисунок» (2008—2014)[2],
- Член оргкомитета и участник ряда региональных, республиканских и международных научно-практических конференций по вопросам художественного образования[2].

## Основные выставки
- Международная выставка «7 биеннале» художников Юга России «Художник и его ученики», (г. Ставрополь, 2009);
- Всероссийская выставка «Россия XI», (г. Москва, ЦДХ, Крымская набережная, 2009);
- Межрегиональная художественная выставка, посвященная 65-й годовщине победы в ВОВ, (г. Пятигорск, 2010);
- Персональная юбилейная выставка (Ростов-на-Дону, 2010);
- Мастера современности XXI век: Международная биеннале VII (г. Ставрополь, 2010);
- Персональная выставка живописи в залах Российской академии художеств (Москва, совместно с С. Н. Олешней, 2010);
- «Художники-педагоги и ученики», (г. Москва, 2010);
- Межрегиональная передвижная академическая выставка «Юг России», (г. Москва, ЦДХ — Дом национальностей, 2010);
- Персональная выставка. Международная ассоциация «Союз дизайнеров» (Москва, Б. Кисельный, 2011);
- Юбилейная выставка, посвященная 40-летию Факультета изобразительного искусства ПИ ЮФУ «Художники-педагоги и ученики» (Ростов-на-Дону, 2011);
- Межрегиональная академическая выставка «Монументальное искусство, архитектура, градостроительство, дизайн», (Пятигорск, 2011);
- Передвижная межрегиональная академическая выставка «Юг России», (гг. Ставрополь—Краснодар, 2011);
- «Донской край в произведениях мастеров изобразительного искусства, архитекторов, дизайнеров» региональная выставка, (Ростов-на-Дону, выставочный зал ЮФУ, 2012);
- Областная выставка «Античность Дона — Танаис» (Ростов-на-Дону, выставочный зал ЮФУ, 2012);
- Зональная выставка «Юг России» (Ростов-на-Дону, 2012);
- Выставка произведений участников 27-го международного пленэра (Черногория, Столев, 2012);
- Региональная академическая выставка — конкурс «Художники Дона — за чистую воду» Ростов-на-Дону, 2-я премия (2012);
- Всероссийская выставка-конкурс РАХ «Художницы России — за чистую воду» (Сочи, художественный музей, 2012);
- Передвижная выставка произведений живописи художников Дона (Азов, выставочный зал «Меценат» — ст. Пухляковская, картинная галерея, 2012);
- Региональная передвижная академическая выставка «Античность в современном искусстве» (Черкесск, художественный музей, 2012);
- «Форма любви и цвета» Персональная выставка живописных работ. Галерея «С. Паршин» (Ставрополь, 2013).

## Основные работы
- «Осень» х.м., 2011
- «Азовское море» х.м., 2011
- «Натюрморт с голубым стулом» х.м., 2011
- «Вечернее солнце. Суздаль» х.м., 2012
- «Ворота Ризоположенского монастыря в Суздале. Утро» х.м., 2012
- «Натюрморт с китайскими розами» х.м., 2012
- «Вид на Которский залив» х.м., 2012
- «Бокельский натюрморт. Черногория» х.м., 2012

## Публикации (каталоги)
- Каталог выставки, посвящённой 260-летию г. Ростова-на-Дону академиков РАХ, членов — корреспондентов РАХ, медалистов и дипломантов РАХ / РАХ, ЮРО РАХ, ПИ ЮФУ, Ростовский областной музей изобразит. Искусств. — Ростов-на-Дону, 2009. — 62с.: ил.
- «Современное реалистическое искусство»: VI международная биеннале: Каталог выставки. — Ставрополь, 2009. — 58с.: ил.
- Мастера современности XXI век: Международная биеннале VII в Ставрополе: Каталог выставки. — Ставрополь, 2010. — 56с.: ил.
- Художники — педагоги и ученики. Творческие, дипломные и учебные работы: Каталог выставки / РАХ, ПИ ЮФУ. — Ростов-на-Дону, 2010. — 88с.: ил.
- «Лариса Ушакова»: Каталог персональной выставки. — Ростов-на-Дону, изд-во ВиВ, 2010. — 60 с: ил.
- Художники-педагоги и ученики. Творческие, дипломные и учебные работы: Каталог юбилейной выставки / ЮРО РАХ, ЮФУ. — Ростов-на-Дону, 2011. — 160 с.: ил.
- Каталог Академической передвижной выставки «Юг России»/ ЮРО РАХ. — Ростов-на-Дону, 2011
- 75 лет РОСХ: Каталог юбилейной выставки РО ВТОО СХР. — Ростов-на-Дону, 2012. — 380 с.: ил.